# メルトウォーターグループ
メルトウォーターグループ（Meltwater Group)はノルウェーコンピューティングセンターからの投資をもとに、2001年にノルウェーのオスロで設立でされたSoftware as a Service (SaaS) の会社である。
本社のサンフランシスコを拠点とし、現在ヨーロッパ、北米、アジア、オーストラリア、アフリカなど、世界50ヶ所以上の拠点で展開しており、従業員数約1000人となっている。日本支社は2008年9月に設立。NPO活動としてガーナに学校を設立しITの起業家を育てる活動を行っている。

## サービス内容
- Meltwater News（メルトウォーターニュース）は全世界のオンラインニュース媒体を対象にしたオンラインメディアモニタリングサービスである。
- Meltwater Buzz（メルトウォーターバズ）はソーシャルメディアモニタリングサービスである。
- Meltwater Press（メルトウォータープレス）は自然言語処理を用いたオンライン上でジャーナリストの検索が可能なデータベースである。